# Suze Maathuis-Ilcken
Suzanna Mathilda (Suze) Ilcken, (Meppel, 7 maart 1855 – Baden-Baden, 24 juli 1927) was een Nederlandse kinderboekenschrijfster. Een portret van haar is te vinden in De Hollandsche revue, jaargang 30, 1925, no6, p. 235.
Suzanna Mathilda Ilcken was dochter van Arnoldus Jacobus Ilcken en Catharina Johanna Konijnenburg. Suzanna was de oudste en had een broer Jan en vier zussen: Wilhelmina Theodora, Catharina Johanna, Johanna Cornelia en Elizabeth. Ze is op 8 juni 1881 te Assen getrouwd met Cornelius Maathuis.
Suze Maathuis-Icken is op 24 juli 1927 overleden te Baden-Baden in Duitsland, getuige een familiebericht in het Nieuwsblad van het Noorden van 28 juli 1927. Op dezelfde dag plaatst de Provinciale Overijsselsche en Zwolsche courant een klein stukje naar aanleiding van haar overlijden.

## Incomplete lijst van publicaties
Genoemde datum is de eerste bekende druk.
- 1901 Oolijk en Vroolijk
- 1903 Nieuwe Vriendjes![13]
- 1908 Lachjes en traantjes[14]
- 1912 Bennie's prentenboek[15]
- 1914 Wat de haard fluisterde : verhalen en versjes voor kinderen
- 1917 Wilde Heintje's droom
- 1917 Voor broertjes en zusjes
- 1919 in: Dokter Poes, vertellingen voor jongens en meisjes
- 1920 Het boek van Sint Nicolaas[16]
- 1922 Op stap met groote zus : verhalen en versjes voor kinderen
- 1922 Harlekijntje
- 1923 De paaschhaas
- 1929 Wij vertellen weer : verhalen voor kinderen

- Digitale Bibliotheek voor de Nederlandse Letteren: maat007
- Nederlandse Thesaurus van Auteursnamen: 068543468
- Virtual International Authority File: 291751478
- WorldCat: E39PBJjHggT8hH8G8Rq9PB8pyd